# Beridella brunnicosa
Beridella brunnicosa är en tvåvingeart som beskrevs av Becker 1919. Beridella brunnicosa ingår i släktet Beridella och familjen vapenflugor.
Artens utbredningsområde är Ecuador. Inga underarter finns listade i Catalogue of Life.